# Imbrius subargenteus
Imbrius subargenteus är en skalbaggsart som först beskrevs av J. Linsley Gressitt och Yves Rondon 1970.  Imbrius subargenteus ingår i släktet Imbrius och familjen långhorningar.
Artens utbredningsområde är Laos. Inga underarter finns listade i Catalogue of Life.